# Магараджа

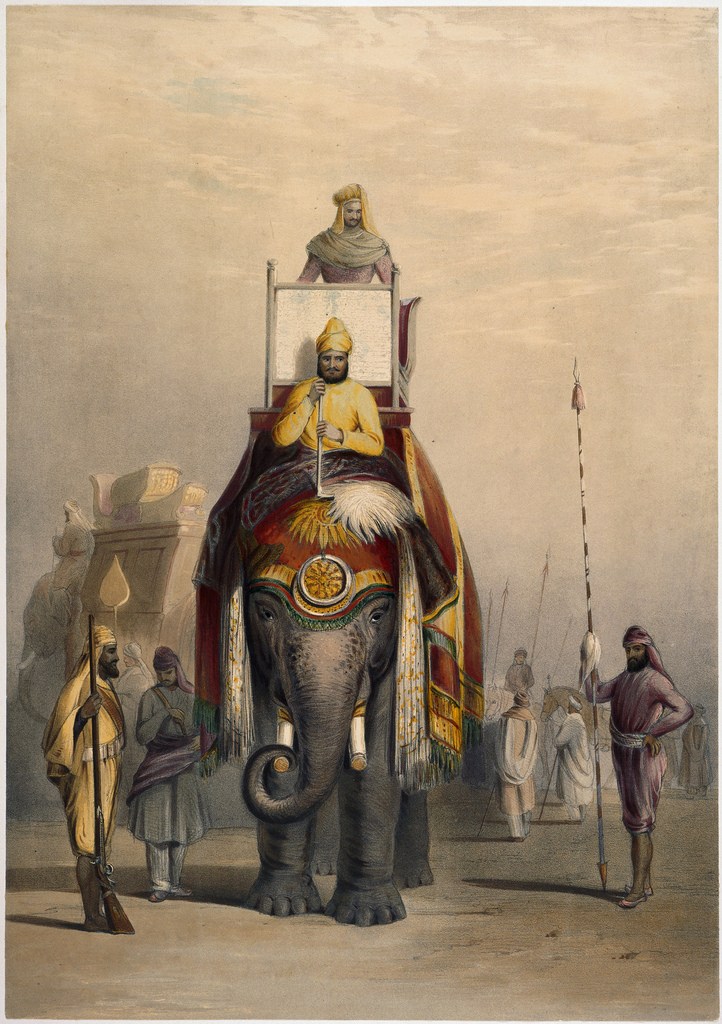
Махараджа Патіали

Магара́джа (санскр. Mahārāja «великий раджа») — титул монарха в Індії.
Титул Магараджа (Махараджа) має наступні значення:
1. Індійський князь; вищий титул з доступних індусові. У Пуранах та інших індуських пам'ятниках цей титул додається первинно до правителя великого індійського царства, що охоплював у II ст.н. е. більшу частину Індії, Малакку, Суматру і сусідні острови. У васальних державах Індії його носили деякі правителі, які взяли його самі або отримали титул від британського уряду. Такі були магараджі Гвалора, Індорі, Траванкор, Візьянаграма та інші.
2. Почесний титул верховного жерця в індуській вішнуїтській секті Валлабхачарья або Гокуластха, заснованої у XVI ст. брахманом Валлабга Ачар'я. Ватажки цієї секти вважаються прямими нащадками її засновника, віруючі повинні віддавати їм тіло, душу і маєток. Жінки, що належать до секти, вважають за вище блаженство, якщо магараджі виділяють їх для служіння своїм примхам.
3. Різновид шахів